# Pařížská smlouva (1783)
Pařížská mírová smlouva byl komplex smluv, který znamenal ukončení války mezi Velkou Británií a americkými koloniemi i jejich spojenci, bývá také nazýván Pařížský mír.
Smlouva byla podepsána 3. září 1783 v hotelu York v Paříži. Ukončila americkou válku za nezávislost. Smlouvu podepsali zástupci třinácti amerických kolonií a zástupci Velké Británie a byla tím uznána nezávislost Spojených států a rozšíření jejich území.
Ve stejný den byla na zámku Versailles podepsána další smlouva, Versailleská smlouva. Tu tvořily tři bilaterální smlouvy: mezi Velkou Británií a Francií, mezi Velkou Británií a Španělskem a mezi Velkou Británií a Spojenými nizozemskými provinciemi (poslední z nich byla podepsána teprve v roce 1784).

## Přípravná jednání, signatáři a ratifikace
Mírová jednání začala v Paříži již v dubnu 1782, návrh smlouvy byl podepsán 30. listopadu 1782. Smlouva byla připravována na britské ambasádě, podepsána však byla v hotelu York, protože Benjamin Franklin ji odmítl podepsat na britské půdě. Mezi signatáři byli kromě Franklina za americkou stranu John Adams a John Gay, za britskou stranu ji podepsal za krále Jiřího III. člen britského parlamentu David Hartley. Americký kongres smlouvu ratifikoval 14. ledna 1784, Velká Británie 9. dubna 1784. Výměna ratifikací proběhla v Paříži 12. května 1784.

## Obsah smlouvy
Smlouva mimo jiné právně zakotvila následující podstatné body:
- uznala Spojené státy jako volný, suverénní a nezávislý stát - britská koruna a její dědicové se vzdali jakýchkoliv nároků;
- stanovila hranice mezi Spojenými státy a britským územím v severní Americe - Spojeným státům připadlo území až k Mississippi, britská provincie Quebec ztratila část území na jih od velkých jezer;
- udělila práva rybolovu pro rybáře z USA;
- uznala zákonné státní dluhy a jejich splácení věřitelům na obou stranách;
- dohodla propuštění válečných zajatců;
- rozhodla o propadnutí majetku britské armády v USA a naopak požadovala navrácení všech statků a práv loajalistům

## Versailleská smlouva
Výsledkem jednání mezi Velkou Británií a spojenci amerických kolonií, byla Versailleská smlouva. Jednotlivé bilaterální smlouvy znamenaly uzavření míru, tj. ukončení britsko-francouzské války (1778–1783, smlouva podepsána 3. září 1783) a britsko-španělské války (1779–1783, smlouva podepsána 3. září 1783) a konečně i války Británie s Nizozemskem (1780–1784, předběžná smlouva podepsána 2. září 1783, definitivní až 20. května 1784).
Byly vyřešeny vzájemné územní spory:
- Británie si udržela Gibraltar, v Karibiku jí připadly ostrovy Svatý Vincenc a Grenadiny
- Francie obnovila plnou kontrolu nad přístavem Dunkerk, v Africe udržela Senegal, v Karibiku si podržela ostrovy Martinique, Guadeloupe, St. Lucia, Tobago a Trinidad, v Indii získala zpět své faktorie, ale nezískala zpět Louisianu
- Španělsko si zachovalo Menorcu a Floridu
- Nizozemsko si zachovalo Cejlon, ale muselo umožnit Británii volný obchod ve Východní Indii